# Франц Георг фон Мандершайд-Бланкенхайм
Франц Георг фон Мандершайд-Бланкенхайм (на немски: Franz Georg Graf von Manderscheid-Blankenheim-Gerolstein; * 26 април 1669; † 25 март 1731) е граф на Мандершайд-Бланкенхайм, Геролщайн и фрайхер на Юнкенрат в Рейнланд-Пфалц.

## Произход
Той е син на граф Салентин Ернст фон Мандершайд-Бланкенхайм (1630 – 1705) и втората му съпруга графиня Юлиана Кристина Елизабет фон Ербах-Ербах (1641 – 1692), дъщеря на граф Георг Албрехт I фон Ербах (1597 – 1647) и графиня Елизабет Доротея фон Хоенлое-Шилингсфюрст (1617 – 1655). Брат му граф Йохан Мориц Густав фон Мандершайд-Бланкенхайм (1676 – 1763) е епископ на Винер Нойщат (1722 – 1734), архиепископ на Прага (1735 – 1763) и примас на Кралство Бохемия.
Франц Георг умира на 61 години на 25 март 1731 г.

## Фамилия
Франц Георг се жени на 2 февруари 1698 г. за графиня Мария Йохана фон Кьонигсег-Ротенфелс (* 13 август 1679; † 10 декември 1755, Кьолн), дъщеря на имперския вицеканцлер граф Леополд Вилхелм фон Кьонигсег-Ротенфелс (1630 – 1694) и графиня Мария Поликсена фон Шерфенберг († 1683). Те имат дванадесет деца:
- Мария Франциска фон Мандершайд-Бланкенхайм (* 1 януари 1699; † 11 март 1784)
- Анна Юлиана фон Мандершайд-Бланкенхайм (* 28 септември 1700; † 17 март 1753)
- Анна Йоханета фон Мандершайд-Бланкенхайм (* 28 септември 1700; † 31 януари 1759)
- Мария Луиза фон Мандершайд-Бланкенхайм (* 17 януари 1702; † 17 май 1733/1753)
- Йохан Вилхелм фон Мандершайд-Бланкенхайм (* 14 февруари 1708, Кьолн; † 2 ноември 1772, Кьолн), женен I. за графиня Мария Франциска Изабела Максимилиана фон Мандершайд-Кайл (* 1723; † 19 януари 1739), II. на 15 ноември 1742 г. за принцеса Луиза Франциска Вилхелмина Анселмина фон Залм-Залм (* 3 март 1725; † 19 февруари 1764), III. на 24 май 1766 г. за графиня Йохана Максимилиана Франциска фон Лимбург-Щирум (* 16 февруари 1744; † 31 юли 1772); има общо шест дъщери
- Йозеф Франц фон Мандершайд-Бланкенхайм (1709 – 1709)
- Йозеф Франц Георг Лудвиг фон Мандершайд-Бланкенхайм и Геролщайн (* 15 април 1713; † 6 декември 1780), женен за Мария Франциска Каролина Анна Йозефа Валпурга Фердинандина Непомуцена Идда Фугер-Кирхберг-Вайсенхорн (* 3 ноември 1749; † 7 юли 1816, Виена), дъщеря на граф Антон Зигмунд Йозеф Фугер-Кирхберг-Вайсенхорн (1716 – 1781) и Мария Амалия фон Валдбург-Траухбург (1726 – 1794); нямат деца
- Анна Франциска (Фридерике) фон Мандершайд-Бланкенхайм (* 19 март 1714; † 21 януари 1749)
- Клеменс Карл Франц фон Мандершайд-Бланкенхайм и Геролщайн (* 17 ноември 1715, Хайделберг; † 10 юли 1765/1757, манастир Глотертал)
- Августа Франциска Терезия фон Мандершайд-Бланкенхайм (* 22 октомври 1718; † 1784)
- София Барбара Терезия Валпургис фон Мандершайд-Бланкенхайм (* февруари/март 1720)